# Drymonia (notodontídeos)
Drymonia (Arctiidae) é um gênero de traça pertencente à família Arctiidae.